# Coupe du monde de biathlon 1990-1991
Navigation
Édition précédente Édition suivante
La 14e édition de la Coupe du monde de biathlon débute aux Saisies et se conclut à Canmore. Le Soviétique Sergueï Tchepikov remporte le classement général devant Mark Kirchner, alors que Svetlana Petcherskaia remporte le globe de cristal devant Myriam Bédard. Les Championnats du monde de Lahti comptent pour le classement général.

## Classements généraux
| Rang | Nom                 | Points | Victoire(s) |
| ---- | ------------------- | ------ | ----------- |
| 1    | Sergueï Tchepikov   | 191    | 3           |
| 2    | Mark Kirchner       | 183    | 2           |
| 3    | Andreas Zingerle    | 174    |             |
| 4    | Frank Luck          | 156    | 1           |
| 5    | Pieralberto Carrara | 147    | 1           |
| 6    | Gisle Fenne         | 144    | 1           |

| Rang | Nom               | Points | Victoire(s) |
| ---- | ----------------- | ------ | ----------- |
| 1    | Svetlana Davidova | 204    | 2           |
| 2    | Myriam Bédard     | 192    | 2           |
| 3    | Anne Elvebakk     | 178    | 1           |
| 4    | Uschi Disl        | 174    | 1           |
| 5    | Antje Misersky    | 162    | 1           |
| 6    | Petra Schaaf      | 150    | 1           |

## Calendrier et podiums

### Épreuves individuelles

#### Femmes
| Étape                         | Lieu               | Épreuve          | Date             | Vainqueur               | Deuxième                | Troisième         |
| ----------------------------- | ------------------ | ---------------- | ---------------- | ----------------------- | ----------------------- | ----------------- |
| 1                             | Les Saisies        | Individuel 15 km | 13 décembre 1990 | Elena Golovina          | Svetlana Davidova       | Irina Agolakova   |
| 1                             | Les Saisies        | Sprint 7,5 km    | 15 décembre 1990 | Uschi Disl              | Elena Melnikova         | Kerstin Moring    |
| 2                             | Ruhpolding         | Induviduel 15 km | 17 janvier 1991  | Elena Golovina          | Véronique Claudel       | Antje Misersky    |
| 2                             | Ruhpolding         | Sprint 7,5 km    | 19 janvier 1991  | Myriam Bédard           | Uschi Disl              | Svetlana Davidova |
| 3                             | Antholz-Anterselva | Individuel 15 km | 24 janvier 1991  | Svetlana Davidova       | Petra Schaaf            | Anne Elvebakk     |
| 3                             | Antholz-Anterselva | Sprint 7,5 km    | 26 janvier 1991  | Anne Elvebakk           | Grete Ingeborg Nykkelmo | Irina Agolakova   |
| 4                             | Oberhof            | Individuel 15 km | 31 janvier 1991  | Myriam Bédard           | Uschi Disl              | Anne Elvebakk     |
| 4                             | Oberhof            | Sprint 7,5 km    | 2 février 1991   | Elin Kristiansen        | Yvonne Visser           | Hildegunn Fossen  |
| Championnats du monde 1991    |                    |                  |                  |                         |                         |                   |
| ChM                           | Lahti              | Sprint 7,5 km    | 19 février 1991  | Grete Ingeborg Nykkelmo | Svetlana Davidova       | Elena Golovina    |
| ChM                           | Lahti              | Individuel 15 km | 24 février 1991  | Petra Schaaf            | Grete Ingeborg Nykkelmo | Iva Schkodreva    |
| Fin des championnats du monde |                    |                  |                  |                         |                         |                   |
| 5                             | Oslo-Holmenkollen  | Individuel 15 km | 7 mars 1991      | Antje Misersky          | Myriam Bédard           | Svetlana Davidova |
| 5                             | Oslo-Holmenkollen  | Sprint 7,5 km    | 9 mars 1991      | Grete Ingeborg Nykkelmo | Uschi Disl              | Svetlana Davidova |
| 6                             | Canmore            | Individuel 15 km | 14 mars 1991     | Elin Kristiansen        | Svetlana Davidova       | Myriam Bédard     |
| 6                             | Canmore            | Sprint 7,5 km    | 16 mars 1991     | Svetlana Davidova       | Myriam Bédard           | Elin Kristiansen  |

#### Hommes
| Étape                         | Lieu               | Épreuve          | Date             | Vainqueur           | Deuxième              | Troisième           |
| ----------------------------- | ------------------ | ---------------- | ---------------- | ------------------- | --------------------- | ------------------- |
| 1                             | Les Saisies        | Individuel 20 km | 13 décembre 1990 | Sergueï Tchepikov   | Anatoli Jdanovitch    | Frank-Peter Rötsch  |
| 1                             | Les Saisies        | Sprint 10 km     | 15 décembre 1990 | Sergueï Tchepikov   | Frank Luck            | Andreas Zingerle    |
| 2                             | Ruhpolding         | Individuel 20 km | 17 janvier 1991  | Pieralberto Carrara | Andreas Zingerle      | Eirik Kvalfoss      |
| 2                             | Ruhpolding         | Sprint 10 km     | 19 janvier 1991  | Sergey Tarasov      | Pieralberto Carrara   | Frode Løberg        |
| 3                             | Antholz-Anterselva | Individuel 20 km | 24 janvier 1991  | Alexandre Popov     | Sergueï Tchepikov     | Christian Dumont    |
| 3                             | Antholz-Anterselva | Sprint 10 km     | 26 janvier 1991  | Sergueï Tchepikov   | Andreas Zingerle      | Mark Kirchner       |
| 4                             | Oberhof            | Individuel 20 km | 31 janvier 1991  | Mark Kirchner       | Frank Luck            | Pieralberto Carrara |
| 4                             | Oberhof            | Sprint 10 km     | 2 février 1991   | Frank Luck          | Ricco Groß            | Andreas Zingerle    |
| Championnats du monde 1991    |                    |                  |                  |                     |                       |                     |
| ChM                           | Lahti              | Sprint 10 km     | 19 février 1991  | Mark Kirchner       | Frank Luck            | Eirik Kvalfoss      |
| ChM                           | Lahti              | Individuel 20 km | 24 février 1991  | Mark Kirchner       | Alexandre Popov       | Eirik Kvalfoss      |
| Fin des championnats du monde |                    |                  |                  |                     |                       |                     |
| 5                             | Oslo-Holmenkollen  | Individuel 20 km | 7 mars 1991      | Mark Kirchner       | Franz Schuler         | Stéphane Bouthiaux  |
| 5                             | Oslo-Holmenkollen  | Sprint 10 km     | 9 mars 1991      | Geir Einang         | Sergey Tarasov        | Frode Løberg        |
| 6                             | Canmore            | Individuel 20 km | 14 mars 1991     | Hervé Flandin       | Patrice Bailly-Salins | Josh Thompson       |
| 6                             | Canmore            | Sprint 10 km     | 16 mars 1991     | Eirik Kvalfoss      | Hubert Leitgeb        | Mark Kirchner       |